# AOL dejando huellas
AOL Dejando Huellas es un EP en vivo del cantante panameño Flex, lanzado el 13 de octubre del 2009
El álbum sólo se encuentra disponible en descarga digital en sitios como Amazon.com, iTunes, entre otros, bajo el sello discográfico de EMI Televisa Music.

## Canciones
1. Dime Si Te Vas Con Él (Live Version) - 3:24
2. Te Amo Tanto (Live Version) - 3:12
3. Te Dejaré (Live Version) - 3:06
4. Bésame Otra Vez (Live Version) - 3:33